# Maida Arslanagić
Maida Arslanagić (Zagreb, 20. travnja 1984.), hrvatska rukometašica, članica danskog rukometnog kluba KIF Vejen i Hrvatske rukometne reprezentacije. Kći je poznatoga jugoslavenskoga rukometaša Abaza Arslanagića.

## Klubovi
Maida je započela karijeru u Rukometnom klubu Kraš u sezoni 1999./2000., klub kasnije mijenja ime u RK Lokomotiva Zagreb, u sezoni 2007./2008 igra sa španjolski klub  Cem. la Union-Ribarroja, sljedeće sezone prelazi u danski KIF Vejen.